# Norbert Radmacher
Norbert Radmacher (* 4. November 1975 in Buchloe) ist ein deutscher Jurist und Präsident des Bayerischen Landeskriminalamtes.

## Leben
Norbert Radmacher machte 1995 sein Abitur am Joseph-Bernhart-Gymnasium in Türkheim und absolvierte von Oktober 1995 bis Juli 1996 seinen Wehrdienst bei der Bundeswehr. Daraufhin schloss sich von 1996 bis 2001 an der Universität Augsburg das Studium der Rechtswissenschaften an, welches er im Januar 2001 mit der ersten juristischen Staatsprüfung und im Juni 2003 mit der zweiten juristischen Staatsprüfung abschloss. Daraufhin wurde er Ende 2003 beim Polizeipräsidium München als Beamter eingestellt und war bis März 2007 im Bereich der Rechts- und Disziplinarangelegenheiten tätig. Von März 2007 bis Juli 2007 war er im gleichen Sachgebiet kurzzeitig beim Bayerischen Landeskriminalamt eingesetzt.
2008 war er für zwei Monate Teil eines Aufbaustabes innerhalb der Polizeidirektion Kempten, die aufgrund einer Organisationsreform der bayerischen Polizei eingerichtet worden war. Im Rahmen der Reform wurde das Polizeipräsidium Schwaben geteilt (Polizeipräsidium Schwaben Nord und Polizeipräsidium Schwaben Süd/West) und Radmacher übernahm die Polizeiverwaltungsabteilung im Polizeipräsidium Schwaben Süd/West bis Mitte Juni 2014 mit Sitz in Kempten. Im Juni 2014 wechselte er schließlich ins Bayerische Staatsministerium des Innern in das Referat C 5 („Einsatz der Polizei“). Im Januar 2015 erfolgte sein Wechsel in den Polizeivollzugsdienst und ab März 2016 die Übernahme der stellvertretenden Leitung des Sachgebietes C 5 „Einsatz der Polizei“ im Staatsministerium des Innern. Am 1. Juli 2016 wurde er zum Leitenden Polizeidirektor ernannt.
Im Jahr 2019 wurde Radmacher Vizepräsident des Polizeipräsidiums in München, 2020 Inspekteur der Bayerischen Polizei und übernahm Ende April 2024 schließlich das Amt des Präsidenten des Bayerischen Landeskriminalamtes.
Radmacher ist verheiratet und hat drei Kinder.